# معمل غاز حرض
معمل غاز حرض يعتبر مشروع حرض للغاز والزيت نقلة نوعية لأرامكو السعودية من ناحية سعة الإنتاج ومن ناحية التقنية الحديثة في التعامل مع الإنتاج ومع آبار الزيت. افتتحت معامل حرض للزيت والغاز بحضور الملك عبد الله بن عبد العزيز آل سعود في عام 2004، وكان إنتاج معامل حرض من الزيت مايعادل مليون برميل يوميا.

## اقسامه
ينقسم مشروع حرض الي قسمين:

### معمل حرض للغاز
وهو عبارة عن مصنع نموذجي حيث يعالج 1.6 مليار قدم مكعبة من الغاز الخام غير المصاحب للنفط.

### معمل فرز الزيت من الغاز
حيث يفصل الزيت الخام عن الغاز ثم يرسل الغاز الي معمل العثمانية للغاز والزيت الخام ويرسل إلى معمل بقيق العملاق تمهيداً للتصدير.